# 民族芸術交流財団
財団法人民族芸術交流財団は、日本の伝統文化を対象とした「研究」「情報」「振興」の世界的センターとしての役割を担うことを趣旨として活動する公益法人である。
芸能をはじめとする日本の伝統文化を核とした研究と、その情報蓄積・活用を基盤としながら、伝統文化と社会を結ぶ様々なプログラムのコーディネートやプロデュースに取り組んでいる。
2010年1月14日付で解散し清算法人へ移行。なお、旧民法第82条第1項に基づき、法人の解散及び清算は、裁判所の監督に属する。

## 目的
- 国際相互理解のための民族芸能国際交流の実施

## 事業
- 国際芸能祭等各種国際交流プログラムの主催、参加又は便宜供与
- 国際民族芸能組織委員会等国際的性格をもつ団体との連絡
- 国際民族芸能に関する研究活動及び研究成果の発表

## 所在地
〒120-0034
東京都足立区千住2-50-1グランフラッツ北千住306
設立年月日
昭和49年7月17日 
主管課
広報文化交流部文化交流課

## 役員
代表者 理事長
三隅治雄
統括プロデューサー
三隅吾一